# Gunter Saake
Gunter Saake (* 5. Oktober 1960 in Göttingen) ist ein deutscher Informatiker.

## Leben
Gunter Saake studierte bis 1985 Informatik an der Technischen Universität Braunschweig, promovierte dort 1988 und arbeitete von 1988 bis
1989 am IBM Heidelberg Scientific Center. 1993 erhielt er die Venia Legendi von der Technischen Universität Braunschweig.
Seit 1994 hat Gunter Saake an der Otto-von-Guericke-Universität Magdeburg die Professur für Praktische Informatik/Datenbanken und Informationssysteme.
Von Oktober 2012 bis 2014 war er Dekan an der Fakultät für Informatik der Otto-von-Guericke-Universität Magdeburg.

## Leistungen
Gunter Saake leistete wesentliche Beiträge in den Bereichen der Spezifikation und Integration von Informationssystemen. Er ist Koautor zahlreicher Lehrbücher im Bereich Datenbanken sowie des Informatiklehrbuchs Algorithmen und Datenstrukturen: Eine Einführung mit Java.

## Forschungsschwerpunkte
- Objektorientierte Spezifikation von Informationssystemen
- Integration von Datenbanken und Informationssystemen
- Entwicklungsmethoden für Datenbankmanagementsysteme
- Datenmodelle und Anfragesprachen für komplexe Daten

## Buchveröffentlichungen
- Gunter Saake: Objektorientierte Spezifikation von Informationssystemen. Teubner-Verlag, Stuttgart / Leipzig 1993, ISBN 3-8154-2054-7.
- Andreas Heuer, Gunter Saake: Datenbanken Konzepte und Sprachen. 1. Auflage. International Thomson Publishing, Bonn 1995, ISBN 3-929821-31-1.
- Gunter Saake, Ingo Schmitt, Can Türker: Objektdatenbanken – Konzepte, Sprachen, Architekturen. 1. Auflage. International Thomson Publishing, Bonn 1997, ISBN 3-8266-0258-7.
- Jan Chomicki, Gunter Saake (Hrsg.): Logics for databases and information systems. Kluwer Academic Publishers, Norwell MA 1998, ISBN 3-8154-2054-7.
- Andreas Heuer, Gunter Saake, Kai-Uwe Sattler: Datenbanken – kompakt. 1. Auflage. MITP-Verlag, Bonn 2001, ISBN 3-8266-0715-5.
- Gunter Saake, Kai-Uwe Sattler: Datenbanken & Java: JDBC, SQLJ, ODMG und JDO. 2. Auflage. dpunkt.verlag, Heidelberg 2003, ISBN 3-89864-228-3.
- Gunter Saake, Andreas Heuer, Kai-Uwe Sattler: Datenbanken – Implementierungstechniken. 2. Auflage. MITP-Verlag, Bonn 2005, ISBN 3-8266-1438-0.
- Can Türker, Gunter Saake: Objektrelationale Datenbanken: ein Lehrbuch. 1. Auflage. dpunkt.verlag, Heidelberg 2005, ISBN 3-89864-190-2.
- Veit Köppen, Gunter Saake, Kai-Uwe Sattler: Data Warehouse Technologien. 1. Auflage. MITP-Verlag, Heidelberg 2012, ISBN 978-3-8266-9161-4.
- Gunter Saake, Kai-Uwe Sattler: Algorithmen und Datenstrukturen: Eine Einführung mit Java. 5. Auflage. dpunkt.verlag, Heidelberg 2013, ISBN 978-3-86490-136-2.
- Gunter Saake, Kai-Uwe Sattler, Andreas Heuer: Datenbanken: Konzepte und Sprachen. 5. Auflage. MITP-Verlag, Bonn 2013, ISBN 978-3-8266-9453-0.